# Gabriël Metsu

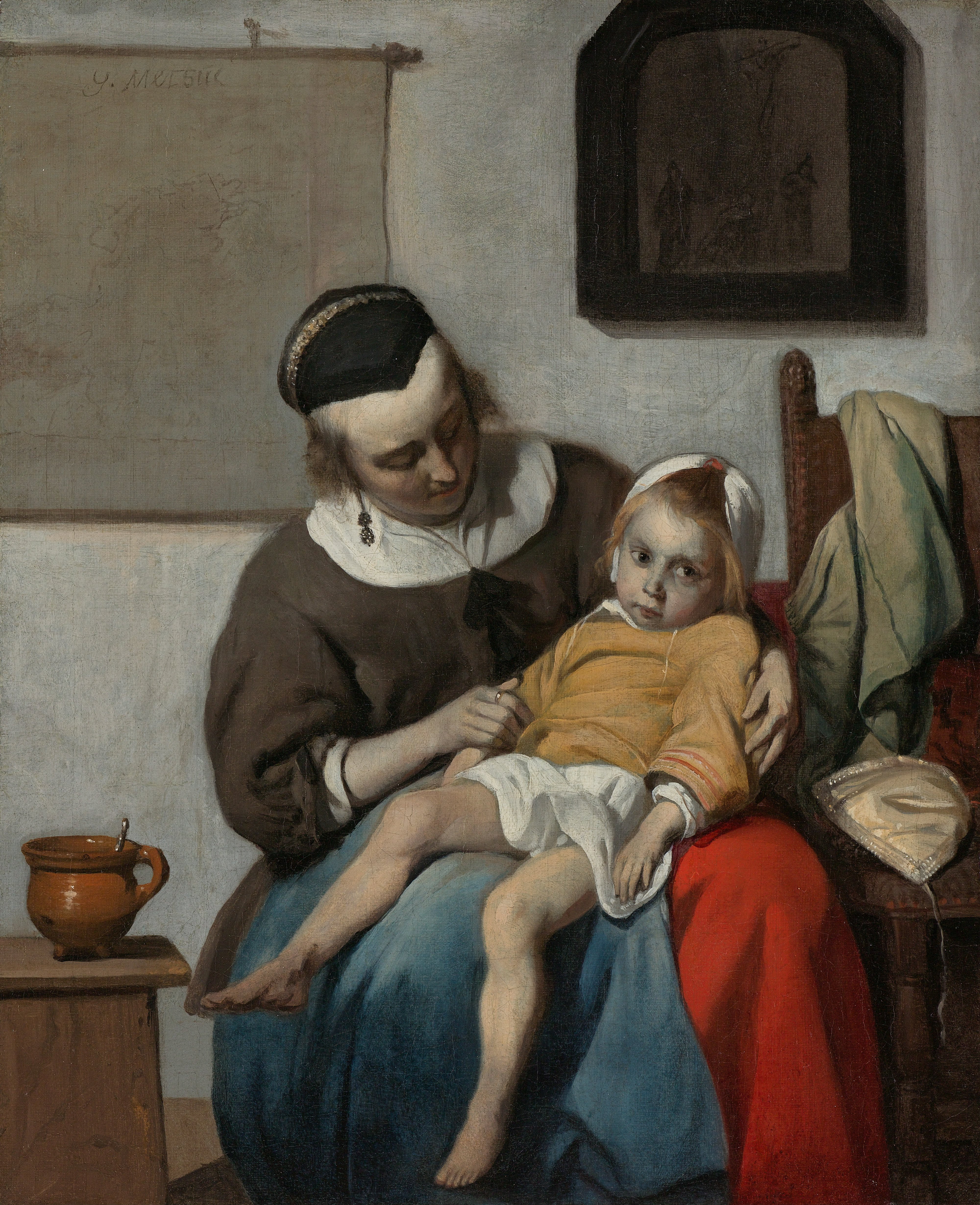
La niña enferma (Das kranke Kind), h. 1660, óleo sobre lienzo, 32,2 x 27,2 cm. Ámsterdam, Rijksmuseum

Gabriël Metsu (Leiden, enero de 1629-Ámsterdam, enterrado el 24 de octubre de 1667) fue un pintor neerlandés de la época barroca, autor de algunas obras de tema bíblico y de numerosas escenas de género, algunas de las cuales pueden ser interpretadas también como retratos. 

## Biografía
Gabriël Metsu fue hijo del pintor flamenco Jacques Metsu (h. 1588-1629), quien vivió la mayor parte de su vida en Leiden. Allí se casó tres veces. Su último matrimonio se celebró en 1625, con Jacomijntje Garniers, viuda de un pintor y partera, quien ya tenía tres hijos. Jacques y Jacomijntje tuvieron a Gabriël en 1629. Ese mismo año murió su padre y Jacomijntje volvió a casar siete años después con un barquero.
Según Houbraken Metsu se formó con Gerard Dou, importante pintor de género con quien Metsu tiene manifiestas afinidades. Sin embargo es dudoso que fuese su discípulo, pues esa influencia no resulta tan evidente en sus primeras obras que pudieran situarse en la órbita de Anthonie Claesz. de Grebber, pintor de historia de Leiden y primo de la futura esposa de Metsu.
En cualquier caso, Metsu demostró un talento precoz y no tardó en ser reconocido, pues con sólo quince años ya firmó una solicitud a las autoridades de Leiden demandando la creación del gremio de pintores. La «guilda» o gremio de San Lucas de Leiden se formó finalmente cuatro años después, en 1648, y Metsu está registrado entre los miembros fundadores; otros miembros eran Jan Steen, que influyó sobre Metsu tanto como recibió sus influencias, y David Bailly que pertenecieron también a la corporación en esta época. En 1649 Metsu aparecía aún inscrito en el gremio, pero desaparece de los libros a partir de 1650.

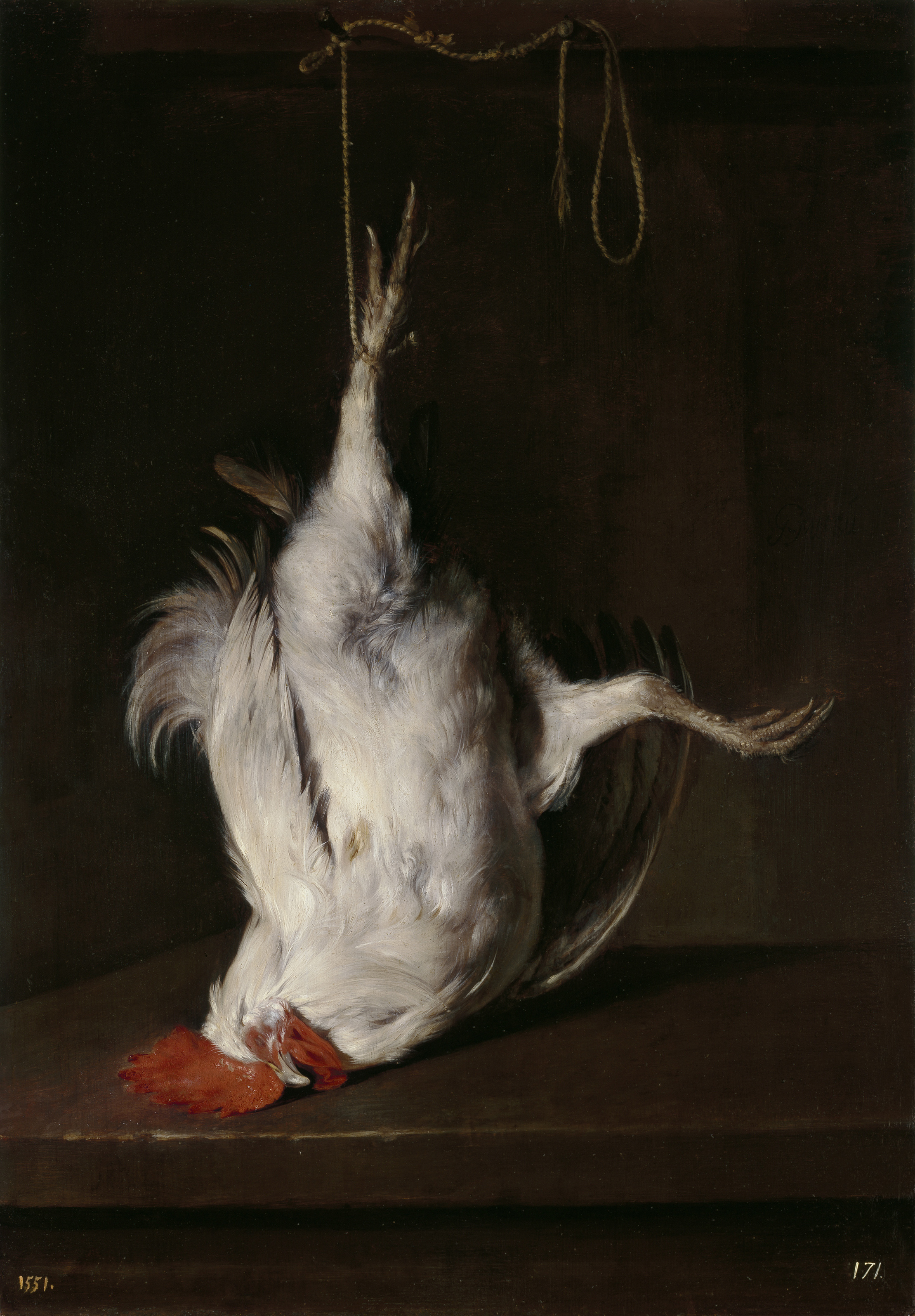
Gallo muerto, h. 1659. Óleo sobre tabla, 57 x 40 cm, Madrid, Museo del Prado

Se le encuentra luego en Utrecht donde por unos meses fue alumno de Nicolaus Knüpfer y Jan Baptist Weenix. Es también en este momento cuando parece recibir las influencias de Jan Lievens. Sin embargo, las dificultades económicas ocasionadas por la Primera Guerra Anglo-Holandesa le llevaron a establecerse en Ámsterdam, según dan a entender las obras de Metsu firmadas y datadas en 1653.
En sus primeros tiempos en Ámsterdam Metsu vivió en un callejón de Prinsengracht, donde mantenía un corral de gallinas que alguna vez le servían de modelo en sus pinturas. Pero como esa actividad provocó las quejas de un vecino, se trasladó a una casa junto al canal, donde se celebraba un mercado de verduras todos los días. Este animado ambiente callejero constituiría para él una fuente de inspiración artística.
En 1658 contrajo matrimonio con Isabella de Wolff, hija de un ceramista y de María de Grebber, pintora, como también lo era su hermano, Pieter de Grebber, pintor de asuntos religiosos en Haarlem. En Ámsterdam recibió la influencia de Gerard ter Borch y de Pieter Codde, convirtiéndose en un respetado pintor de sociedad. El matrimonio se estableció en el Leidsestraat, cerca del lugar donde vivían los mercaderes y compradores de arte. Alrededor del año 1661 Metsu obtuvo la protección de uno de ellos, el mercader de telas de Ámsterdam Jan Hinlopen y pintó a su familia más de una vez en un entorno a la moda, una habitación en el flamante nuevo ayuntamiento. 
Murió en octubre de 1667, con 38 años, probablemente a consecuencia de una operación de vejiga. Después de su muerte su viuda retornó a Enkhuizen, a vivir con su madre.

## Obras
De Metsu se conservan unos ciento cincuenta cuadros, en su mayor parte sin datación precisa.
Inicialmente se orientó hacia la pintura religiosa y de historia. Uno de sus primeros cuadros es la Parábola del hombre rico y el pobre Lázaro del Museo de Estrasburgo, pintado bajo la influencia de Jan Steen. Inspirado en Rembrandt pintó Jesús y la mujer adúltera, un gran cuadro fechado en 1653 y conservado en el Museo del Louvre. Al mismo periodo pertenece Abraham despide a Agar, anteriormente en la colección Thore, y El denario de la viuda en la Galería Schwerin. 
Pero pronto iba a abandonar estos temas. Probablemente observó que el arte sagrado era poco apropiado para su temperamento, o encontró que era un campo en el que había mucha competencia, y se orientó hacia otros temas para los cuales estaba mejor preparado. Así será conocido sobre todo por sus cuadros de género y escenas de interior. También pintó algunos retratos y naturalezas muertas, de las que únicamente se conocen dos: El gallo muerto del Museo del Prado y Desayuno de arenques del Museo del Louvre. Por otro lado, su estilo también cambió con frecuencia. Hubo un momento en que quedó profundamente impresionado por la vivacidad y la osada técnica de Frans Hals, como se puede observar en el cuadro Mujeres en una pescadería, que perteneció a lord Lonsdale, del mismo modo que en otras ocasiones siguió a Pieter de Hooch o a Frans van Mieris el Viejo. 

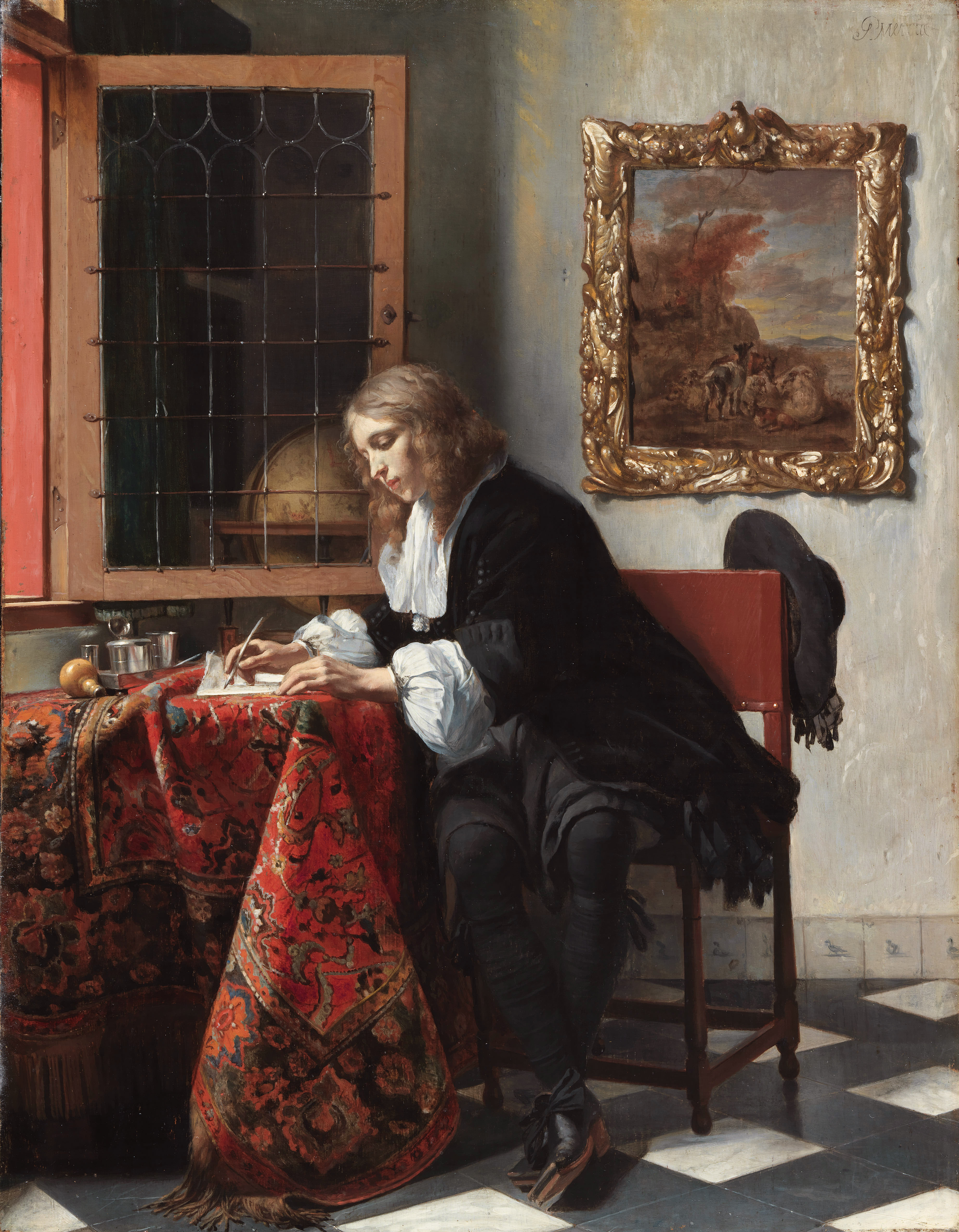
Hombre escribiendo una carta (1662-1665), óleo sobre lienzo, Galería Nacional de Irlanda, Dublín, donde se conserva junto a su pareja, Mujer leyendo una carta.

A partir de 1650 se dedicó a pintar escenas domésticas y costumbristas. Lo que Metsu desde el primer momento realizó con sorprendente éxito fueron los retratos de los bajos fondos del mercado y la taberna, contrastados con los ambientes de las clases acomodadas y sus salones, lo que demuestra su enorme versatilidad. Los mismos principios de luz y sombra aprendidos de Rembrandt que había empleado en su juventud en Jesús y la mujer adúltera, los aplicará a temas de un género bastante diferente. Un grupo en una sala, una serie de grupos en el mercado, o una sola figura en la penumbra de un salón o una taberna, serán tratados con igual complacencia por la ajustada concentración y graduación de la luz, un cálido brillo tonal que impregna cada parte del lienzo, y el cuidadoso estudio de la textura de los objetos llevado tan lejos como lo hicieran Ter Borch o Gerard Dou, cuando no con el acabado o el brío de De Hooch. 
Entre sus obras de madurez destaca el Mercado de verduras de Ámsterdam, en el Louvre, en el que el pintor ha puesto la misma atención y tratado con excelencia semejante cada uno de sus aspectos: el movimiento y las acciones características de los personajes, la elección de sus rostros, con la acertada expresión de sus gestos, y la textura de los objetos representados. De calidad semejante, aunque anteriores, son el Cazador asomado a una ventana y la Taberna, ambos datados en 1661 y conservados respectivamente en los museos de La Haya y de Dresde, y El vendedor de aves de corral, también en Dresde, firmado por el pintor y datado en 1662.
En la colección Wallace se encuentran cinco obras de Metsu, entre ellas Anciana adormecida (también conocido como The Tabby Cat) y El cazador dormido, que le costó a lord Hertford 3 000 libras esterlinas, ejemplo admirable de la técnica del pintor. Entre las numerosas representaciones de la vida hogareña se pueden mencionar el Desayuno o Los comedores de ostras en el Hermitage en San Petersburgo; la Niña enferma en el Rijksmuseum de Ámsterdam; los Músicos aficionados de la Galería de La Haya; el Dueto y La lección de música en la National Gallery de Londres; La cocinera en el Museo Thyssen-Bornemisza de Madrid; La fiesta del haba, hacia 1650-1655, en la Alte Pinakothek de Múnich; y muchos otros ejemplos en casi todos los museos destacados de Europa.

## Galería

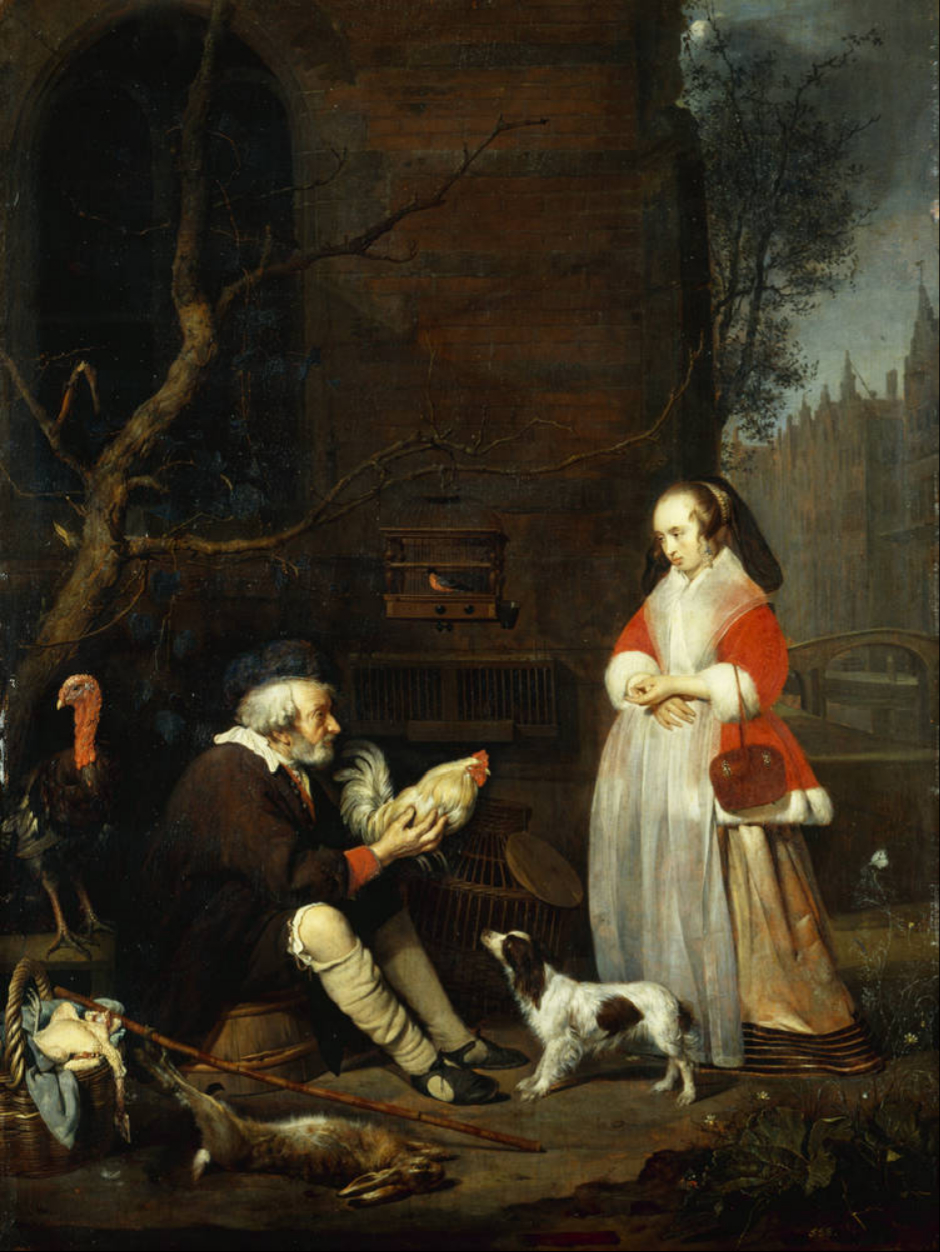
El vendedor de pájaros.
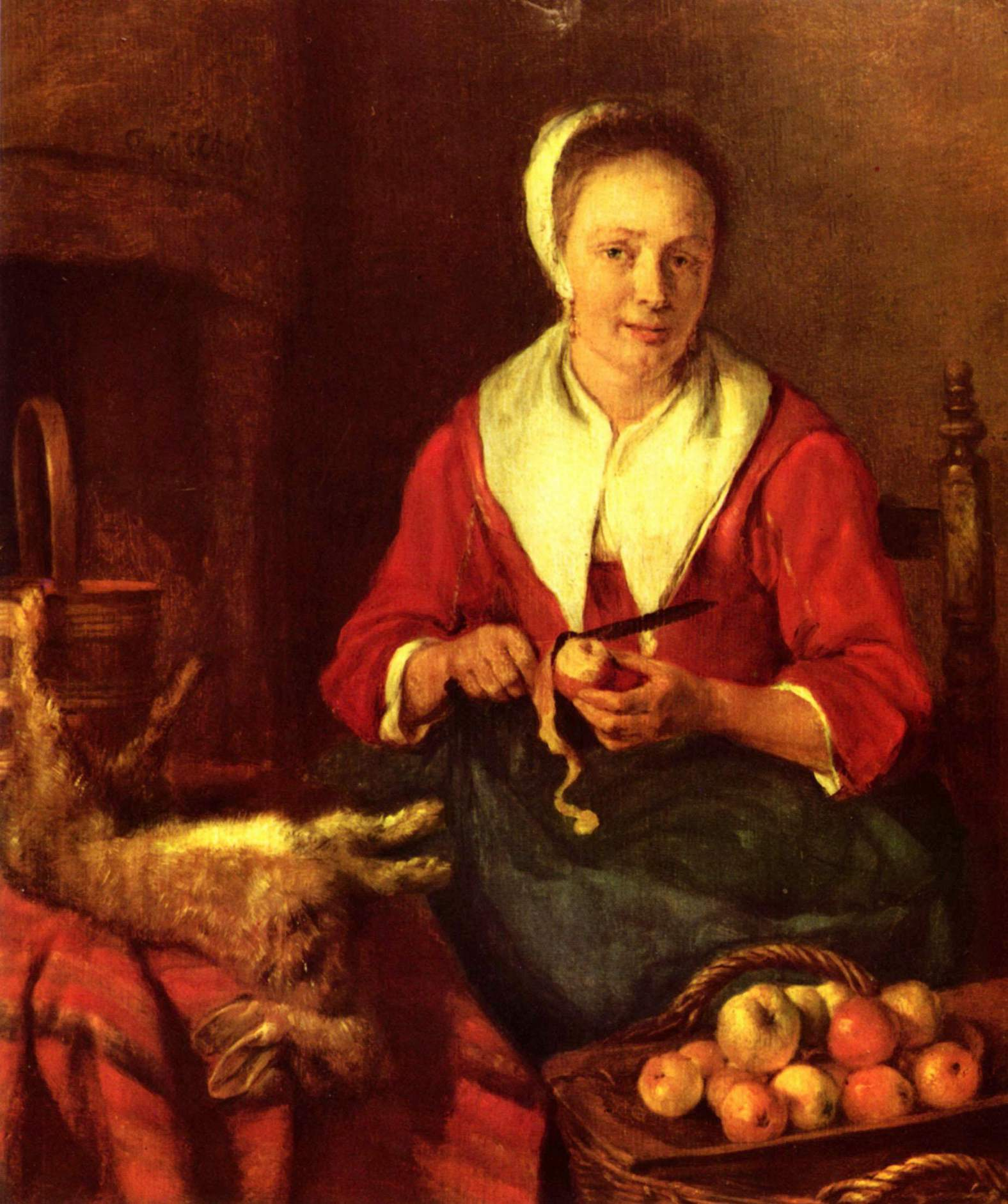
Mujer pelando manzanas.
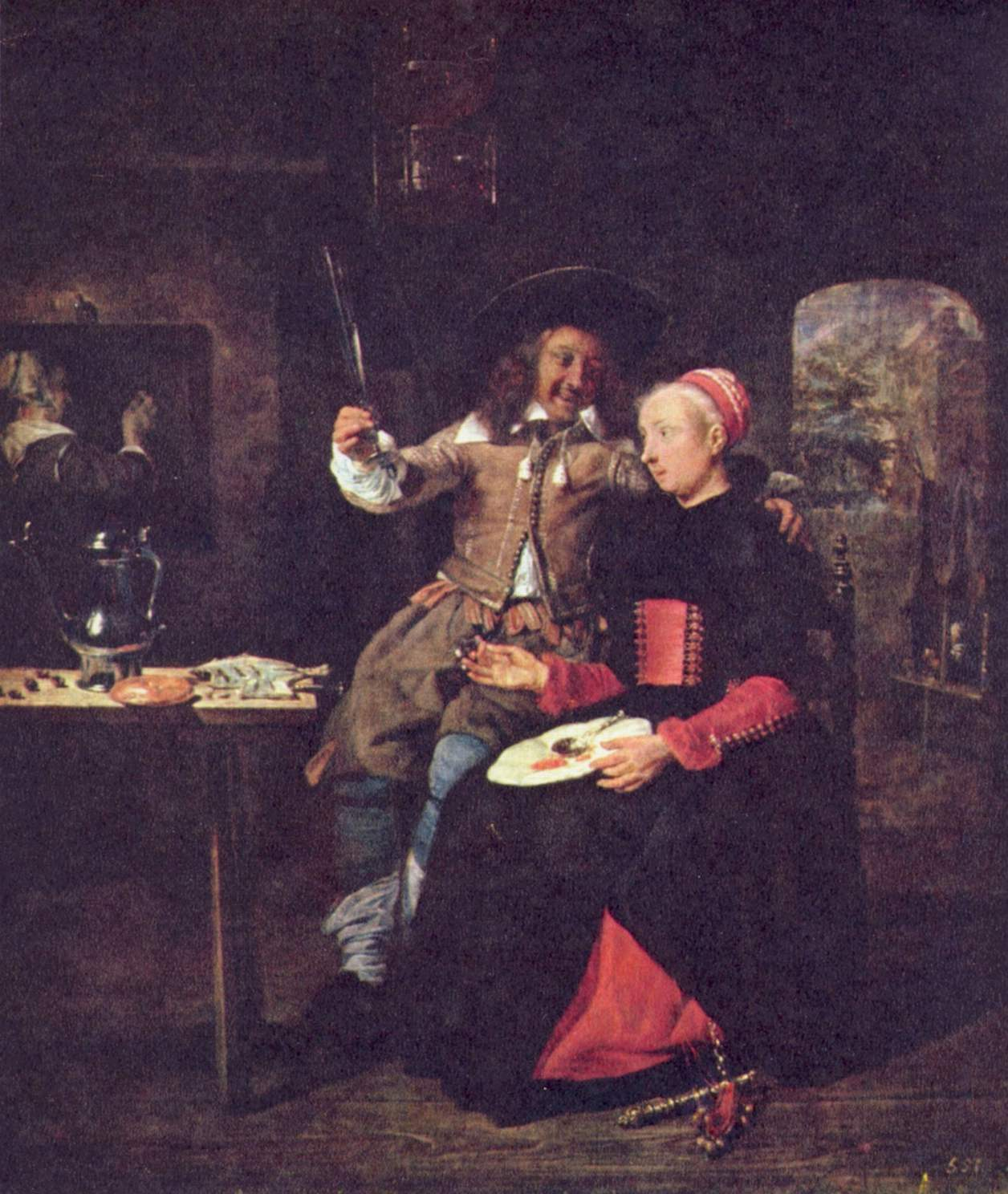
Pareja desayunando.
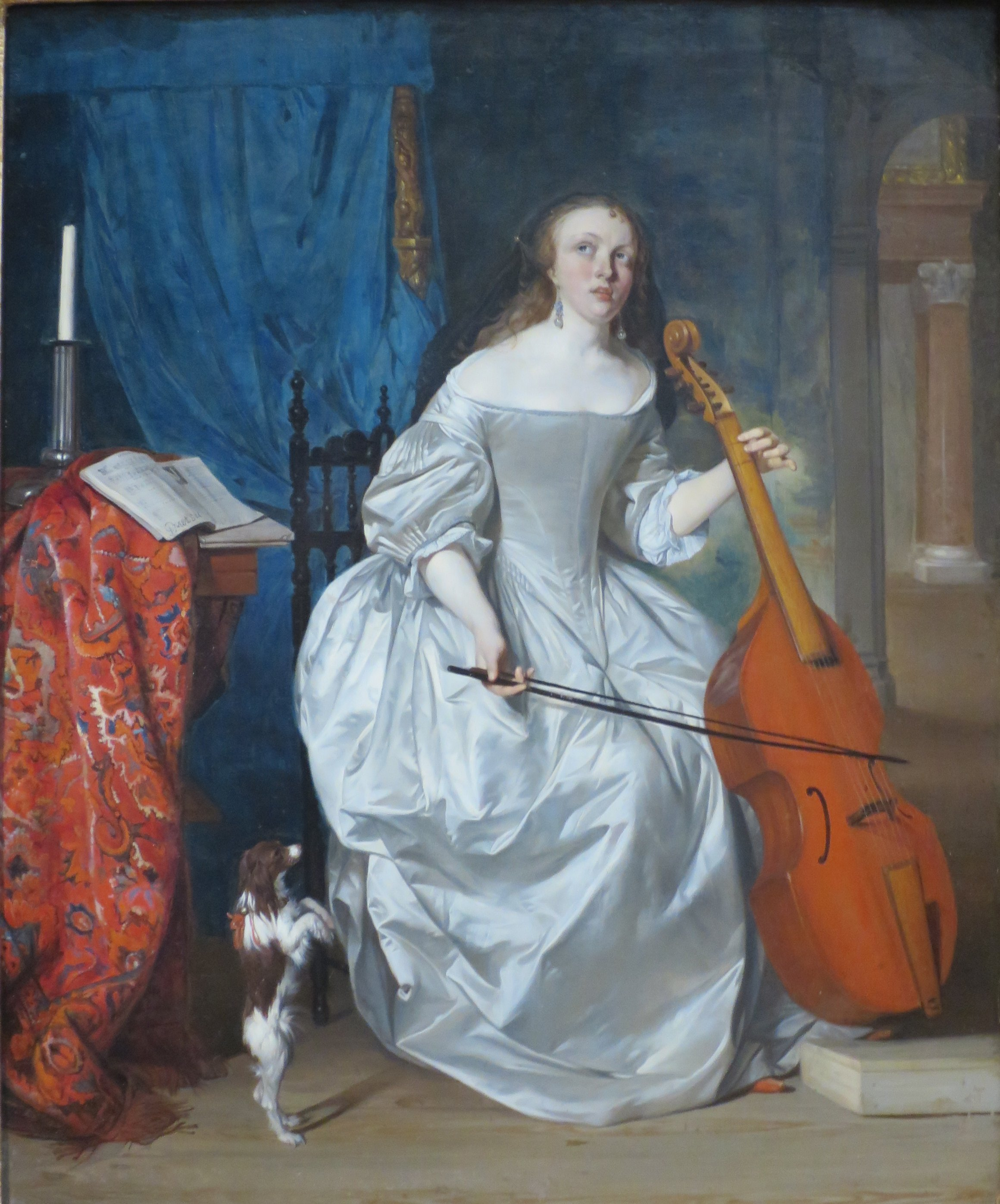
Mujer tocando la viola da gamba, 1663.
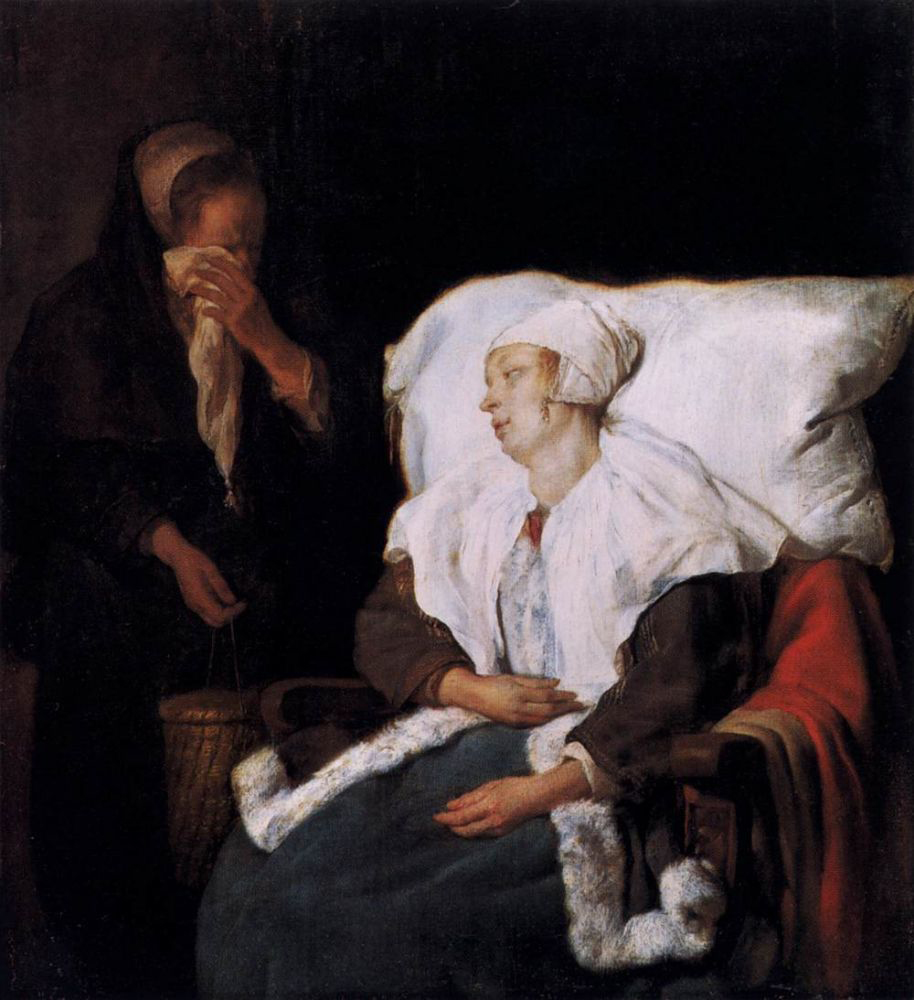
La chica enferma, 1658-1659.